# Otomys dollmani
Otomys dollmani is een knaagdier uit het geslacht Otomys dat alleen gevonden is op 2134 m hoogte op Mount Gargues in Kenia. Deze soort is in opeenvolgende classificaties als een ondersoort van O. orestes, O. irorratus of O. tropicalis gezien, maar verschilt van alle drie sterk. Het is een kleine soort zonder vlekken achter de oren, met zes laminae op de M3 en een relatief platte schedel.
Otomys anchietae · Otomys angoniensis · Otomys auratus · Otomys barbouri · Otomys burtoni · Otomys cheesmani · Otomys cuanzensis · Otomys dartmouthi · Bergoorrat (Otomys denti) · Otomys dollmani · Otomys fortior · Otomys helleri · Moerasrat (Otomys irroratus) · Otomys jacksoni · Otomys karoensis · Otomys lacustris · Otomys laminatus · Otomys occidentalis · Otomys orestes · Otomys simiensis · Otomys sloggetti · Otomys sungae · Otomys thomasi · Otomys tropicalis · Otomys typus · Otomys unisulcatus · Otomys uzungwensis · Otomys willani · Otomys yaldeni · Otomys zinki